# Triancyra truncata
Triancyra truncata är en stekelart som beskrevs av Baltazar 1961. Triancyra truncata ingår i släktet Triancyra och familjen brokparasitsteklar. Inga underarter finns listade i Catalogue of Life.